# Barsebäckshamn
Barsebäckshamn is een plaats in de gemeente Kävlinge in Skåne de zuidelijkste provincie van Zweden. De plaats heeft 401 inwoners (2005) en een oppervlakte van 38 hectare.

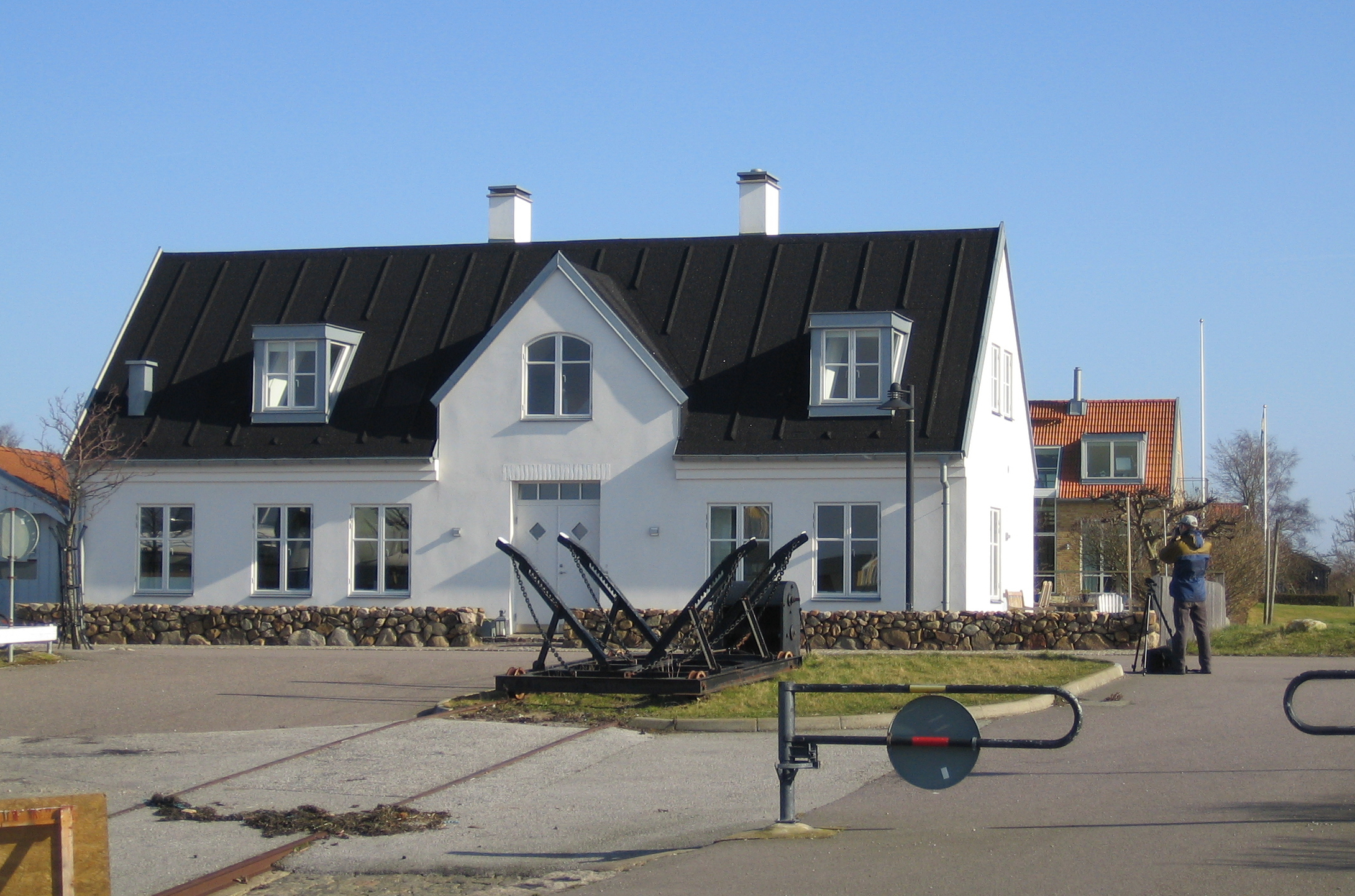
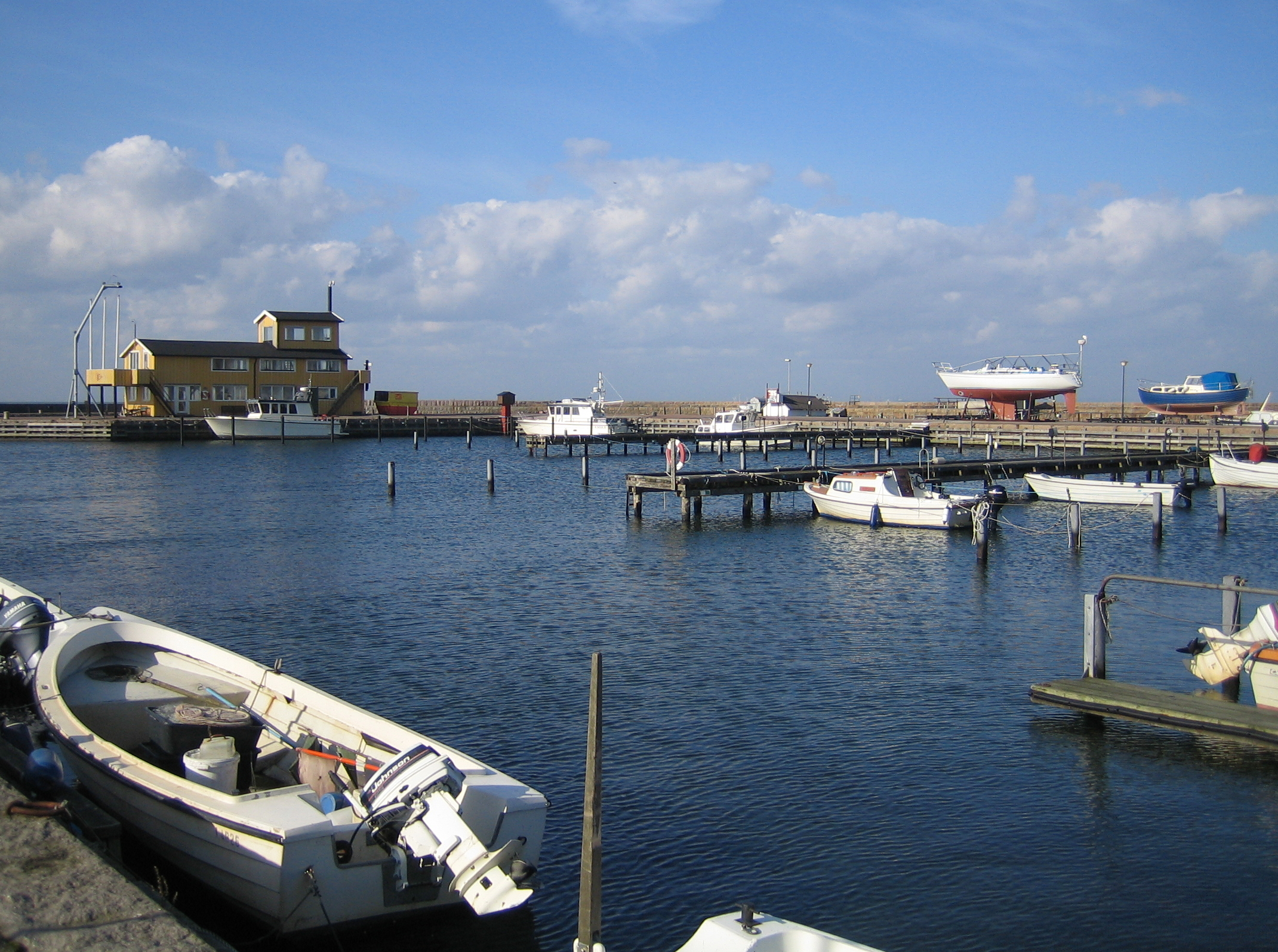